# Justizielle Zusammenarbeit in Strafsachen

Flagge der Europäischen Union

Die justizielle Zusammenarbeit in Strafsachen (JZS; englisch: judicial cooperation in criminal matters, JCCM, französisch: coopération judiciaire en matière pénale, CJMP) ist ein Politikbereich der Europäischen Union. Sie ist in Art. 82 bis Art. 86 AEU-Vertrag geregelt. Gemeinsam mit der Politik im Bereich Grenzkontrollen, Asyl und Einwanderung, der justiziellen Zusammenarbeit in Zivilsachen und der polizeilichen Zusammenarbeit dient die JZS dem übergeordneten Konzept eines „Raums der Freiheit, der Sicherheit und des Rechts“.
Die JZS ging mit dem Vertrag von Lissabon 2007 aus der polizeilichen und justiziellen Zusammenarbeit in Strafsachen (PJZS) hervor. Anders als für die PJZS gilt für die JZS allerdings das ordentliche Gesetzgebungsverfahren, an dem der Rat der Europäischen Union und das Europäische Parlament gleichberechtigt beteiligt sind.